# Rouffilhac
Rouffilhac é uma comuna francesa na região administrativa de Occitânia, no departamento de Lot. Estende-se por uma área de 6,5 km². Em 2010 a comuna tinha 192 habitantes (densidade: 29,5 hab./km²).